# Feuchten (Bayerbach bei Ergoldsbach)
Feuchten ist ein Gemeindeteil der Gemeinde Bayerbach bei Ergoldsbach im niederbayerischen Landkreis Landshut.

## Geografische Lage
Das Dorf Feuchten liegt unmittelbar südwestlich des Kernortes Bayerbach an der Kreisstraße LA 28. Der den Ort durchfließende Bayerbacher Bach ist ein rechter Zufluss der Kleinen Laber.

## Geschichte
Erstmals urkundlich erwähnt wurde Feuchten im Jahre 1399. 1492 ist Feuchten als eine bereits seit mehreren Jahrzehnten bestehende Hofmark belegt. Im Jahr 1752 gehörte Feuchten als geschlossene Hofmark zum Landgericht Kirchberg und umfasste drei Achtelhöfe und acht Sechzehntelhöfe. Es waren dies die Häuser und Gärten von Landarbeitern und Handwerkern.
Von dem im Mittelalter und in der frühen Neuzeit im Ortsbereich befindlichen Hofmarkschloss sind nur noch untertägige Spuren vorhanden.
In der Bavaria von 1867, der ersten vollständigen statistischen Erfassung der Ortschaften Bayerns, ist Feuchten als Gemeinde mit 293 Einwohnern verzeichnet. Von diesen lebten 126 im Dorf Feuchten. Zur Gemeinde gehörten damals noch das Dorf Mausham sowie die Weiler Kleinfeuchten, Hochmoos und Runding. Verwaltungstechnisch gehörte die Gemeinde zum Bezirksamt Mallersdorf.
Feuchten bestand als selbstständige Gemeinde bis 1964. In diesem Jahr erfolgte die Eingemeindung nach Bayerbach.

## Baudenkmäler

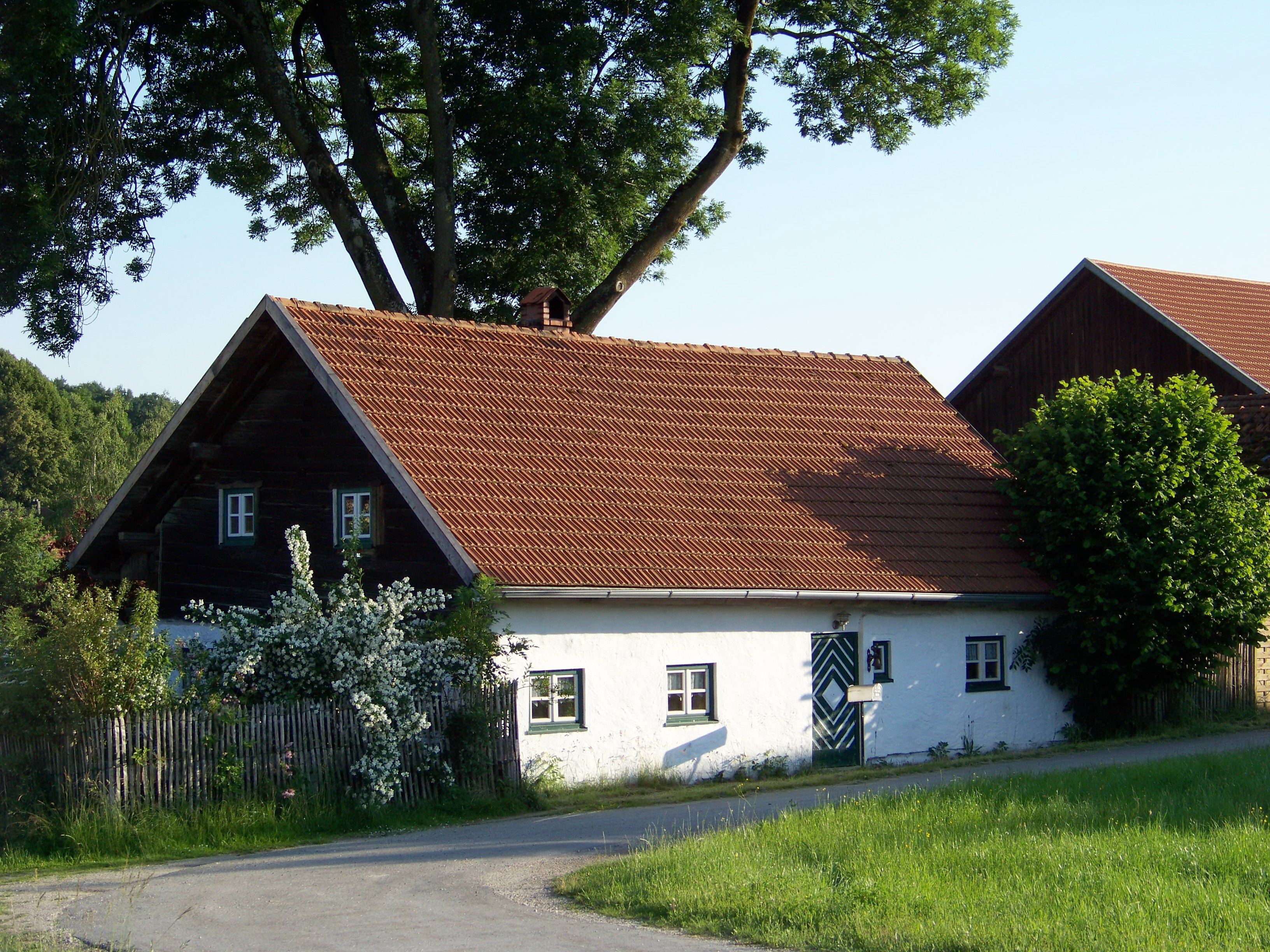
Eines der erhaltenen Kleinbauernhäuser

Im westlichen Ortsteil befindet sich eine Hofkapelle, die um 1840/50 erbaut wurde. An Profanbauten sind drei Kleinbauernhäuser aus dem 17. und 18. Jahrhundert erhalten.